# 아빠의 겨울방학
《아빠의 겨울방학》은 1989년 1월 6일에 방영한 KBS 드라마게임이다.

## 등장 인물
- 김병기
- 연운경
- 이순재
- 사미자
- 이종만
- 전원주
- 김종결
- 이지선
- 최길호
- 황범식
- 반문섭
- 신수강
- 박현정
- 장순천
- 장순국
- 박해상
- 김수정